# Olongapo
Olongapo est une municipalité de 1re classe située dans la province de Zambales aux Philippines. Selon le recensement de 2010 elle est peuplée de 221 178 habitants.

## Barangays
Olongapo est divisée en 17 barangays.
- Asinan
- Banicain
- Barreto
- East Bajac-bajac
- East Tapinac
- Gordon Heights
- Kalaklan
- Mabayuan
- New Cabalan
- New Ilalim
- New Kababae
- New Kalalake
- Old Cabalan
- Pag-asa
- Santa Rita
- West Bajac-bajac
- West Tapinac

## Démographie
| Année | Habitants | Évolution |
| ----- | --------- | --------- |
| 1995  | 179 754   | —         |
| 2000  | 194 260   | 8,07 %    |
| 2007  | 227 270   | 16,99 %   |
| 2010  | 221 178   | -2,68 %   |

### Personnes notables
- Satine Phoenix, actrice pornographique ;